# Lucian Boz

Lucian Boz, în viziunea lui Ion Valentin Anestin

Lucian Boz (n. 9 noiembrie 1908, Hârlău, România – d. 14 martie 2003, Sydney, Noul Wales de Sud, Australia) a fost critic literar, eseist, poet și traducător român, unul din reprezentanții de seamă ai „Generației 1927”.

## Date biografice

### Ani timpurii
Este fiul Clarei (n. Sapina) și al lui Mendel Boz, care a participat la Primul Război Mondial, unde a fost rănit și decorat.
După ce s-a mutat cu părinții la București, a studiat la liceul „Gheorghe Lazăr”. A urmat apoi Facultatea de Drept din București, obținând licența în 1934.

### Redactor, poet
În 1930 a debutat la cotidianul, devenit apoi săptămânal „Facla” apoi, în 1933 a devenit redactor al ziarelor „Dimineața”, „Adevărul” și săptămânalul „Cuvântul Liber”. La doar 24 de ani, în 1932, a publicat eseul Eminescu. Încercare critică, ce i-a atras atenția lui George Călinescu care i-a scris un comentariu elogios. A înființat revista literară Ulise din care, începând din octombrie 1932, au apărut patru numere. Debutul literar l-a făcut la revista „Premiera” în 1937.
A fost prieten apropiat cu Eugène Ionesco, Emil Cioran, Mircea Eliade, Ion Vinea, Ilarie Voronca, George Călinescu, Ștefan Baciu, Emil Boldan, Constantin Noica, Nicolae Steinhardt, Grigore Cugler și a multor alte personalități ale literaturii române.
Împreună cu Gherasim Luca, Dolfi Trost, Jules Perahim, Jacques Hérold, Barbu Fundoianu, Paul Păun, Gellu Naum, și alții, formează „al doilea val” al curentului suprarealist (1933-1951).

### Plecarea laParis
După suprimarea ziarelor Adevărul și Dimineața, de către Guvernul Octavian Goga, în decembrie 1937, Lucian Boz a plecat la Paris, unde a urmat cursuri de drept economic la École Pratique de Hautes-Etudes (Sorbona), în 1938-1939, pe care nu le-a putut termina din cauza războiului, respectiv a ocupației germane., după care a participat la mișcarea de Rezistență. În 1943 a fost arestat de Gestapo și a ajuns, împreună cu soția sa, în lagărul La Cité de la Muette (un Sammellager în germanǎ, adică un lagăr de adunare) de la Drancy, de unde urma să fie trimiși în Germania. Au fost salvate doar 12 persoane, între care și soții Boz. Deși era evreu, fiind cetățean român Lucian Boz a fost salvat de la moarte în 1944 prin intervenția Legației române de la Paris.
Întors în țară după 1944 a creat, în asociație cu Martin Econom, cotidianul în limbă franceză „L’Information Internationale”, și a devenit redactor al cotidianului „Finanțe și Industrie”.

### Franța și Australia
În 1946 a părăsit România și s-a stabilit la Paris, unde a colaborat ocazional la „Le Monde”.
În 1947 a fost trimis în țară pentru a face un reportaj în regiunile bântuite de secetă. A fost pentru ultima oară când a venit în România.
În 1950 a părăsit Parisul, plecând la Geneva, de unde a emigrat în Australia și a înființat un birou de „Public Relations”, clientul cel mai important fiind Industria aerospațială franceză, pentru care a lucrat 22 de ani.
După ieșirea la pensie, în 1974, s-a ocupat de reeditarea unora din cărțile sale, în regie proprie și în tiraje mici.

## Distincții
- În 1958 a primit crucea de cavaler al Meritului comercial.[6]
- În 1979 a primit crucea de cavaler al Ordinului național al Meritului din partea statului francez, pentru eminentele servicii aduse cauzei franceze.[6]

## Operă

### Volume publicate
- Eminescu - Încercare critică, Editura „Slova” București 1932,
- Cartea cu poeți, Editura „Vremea” 1935,
- Masca lui Eminescu, Editura „Vinea” 1935
- Franța 1938-1944, Editura „Cartea Românească”, 1945
- Masca lui Eminescu, reeditare, editura autorului, Sydney 1979,
- Moartea abstractă și alte nuvele, editura autorului, Sydey, 1980
- O săptămână a poeziei, editura autorului, Sydey, 1981.
- Anii literari '30: cronici, eseuri și medalioana critice, 278 pagini, editura autorului, Sydey,  1981
- Piatra de încercare, Editura „Vinea”, București, 2000

### În periodice de limbă engleză
- A publicat ani de-a rândul în revista română „Mele“ din Hawaii.
- A publicat eseuri și cronici literare în publicații australiene: The Sydey Morning Herald, The Australian, The Bulletin.